# Marianna Di Martino
Marianna Di Martino De Cecco (Catania, 10 settembre 1989) è un'attrice e modella italiana.

## Biografia
È figlia di Giuseppe Di Martino, regista abruzzese ed ex direttore del Teatro Stabile di Catania, morto quando lei aveva quattro anni, e di Emanuela Muni, attrice siciliana. Dal 2004 intraprende la carriera di modella, sfilando per Giorgio Armani e comparendo su riviste come Vogue. Su spinta della madre, nel 2008 partecipa, con il titolo di Miss Sicilia, alla 69ª edizione di Miss Italia, arrivando seconda.
Questa esperienza le permette di essere notata dalla giurata Anna Strasberg, la quale le concede una borsa di studio per il Lee Strasberg Theatre and Film Institute di New York; qui, nel 2009 inizia la formazione da attrice per poi continuare la sua carriera a Roma. Nello stesso anno si classifica quinta nella terza edizione di Italia's Next Top Model, abbandonando poi definitivamente la carriera in passerella in favore di quella attoriale; negli anni seguenti frequenta stage ancora con Strasberg, con Sergio Rubini e con Vincent Riotta, oltre a frequentare workshop e masterclass con Ivana Chubbuck.
Il suo debutto cinematografico avviene nel 2011, diretta da Carlo Vanzina in Ex - Amici come prima! Nel corso del decennio recita in produzioni sia italiane, spaziando da commedie come Un fantastico via vai e La profezia dell'armadillo, a opere più serie come La santa e Come saltano i pesci, sia internazionali, come la spy story statunitense Operazione U.N.C.L.E. di Guy Ritchie. Nel 2016 è inoltre tra i protagonisti della serie televisiva Hundred to Go, prodotta in collaborazione da BMW e Fox.

### Vita privata
È stata legata all'attore Giulio Berruti.

## Filmografia

### Cinema
- Ex - Amici come prima!, regia di Carlo Vanzina (2011)
- E io non pago - L'Italia dei furbetti, regia di Alessandro Capone (2012)
- La santa, regia di Cosimo Alemà (2013)
- Un fantastico via vai, regia di Leonardo Pieraccioni (2013)
- Operazione U.N.C.L.E. (The Man from U.N.C.L.E.), regia di Guy Ritchie (2015)
- Come saltano i pesci, regia di Alessandro Valori (2016)
- Frattaglie, regia di M. Castaldi – cortometraggio (2016)
- Tiro libero, regia di Alessandro Valori (2017)
- I perfezionisti - Ho'oponopono, regia di M. Castaldi – cortometraggio (2017)
- Il limite, regia di M. Carbone – cortometraggio (2017)
- La profezia dell'armadillo, regia di Emanuele Scaringi (2018)
- L'ombra del lupo, regia di Alberto Gelpi (2018)
- Amici comuni, regia di M. Castaldi – cortometraggio (2018)
- Breathe, regia di Laszlo Barbo – cortometraggio (2018)
- Olivia, regia di Marco Costa (2021)

### Televisione
- La nuova squadra – serie TV, 7 episodi (2011)
- Come un delfino – serie TV, 4 episodi (2013)
- Rex – serie TV, episodio 5x06 (2013)
- Benvenuti a tavola - Nord vs Sud – serie TV, episodio 2x03 (2013)
- Il camerlengo – webserie (2015)
- Matrimoni e altre follie – serie TV (2016)
- Hundred to Go, regia di Nicola Prosatore – miniserie TV (2016)
- Extravergine – serie TV (2019)
- Blood & Treasure – serie TV (2019-2020)
- Don Matteo – serie TV, episodio 12x10 (2020)
- Incastrati – serie TV, 12 episodi (2022-2023)

## Videoclip
- Une mesure / Pinocchio Explicit Lyrics di Tched ft. Julien Villa (2012)
- Scegli me di Gianna Nannini (2013)
- Dove tutto è a metà di Tiromancino (2017)

## Riconoscimenti
- 2013 – Oscar dei giovani[non chiaro]
- 2017 – Terminillo Film Festival
  - Miglior attrice per Frattaglie
- 2018 – Adriatic Film Festival
  - Miglior attrice per Amici comuni
- 2022 – Magna Grecia Awards